# Джулианстаун

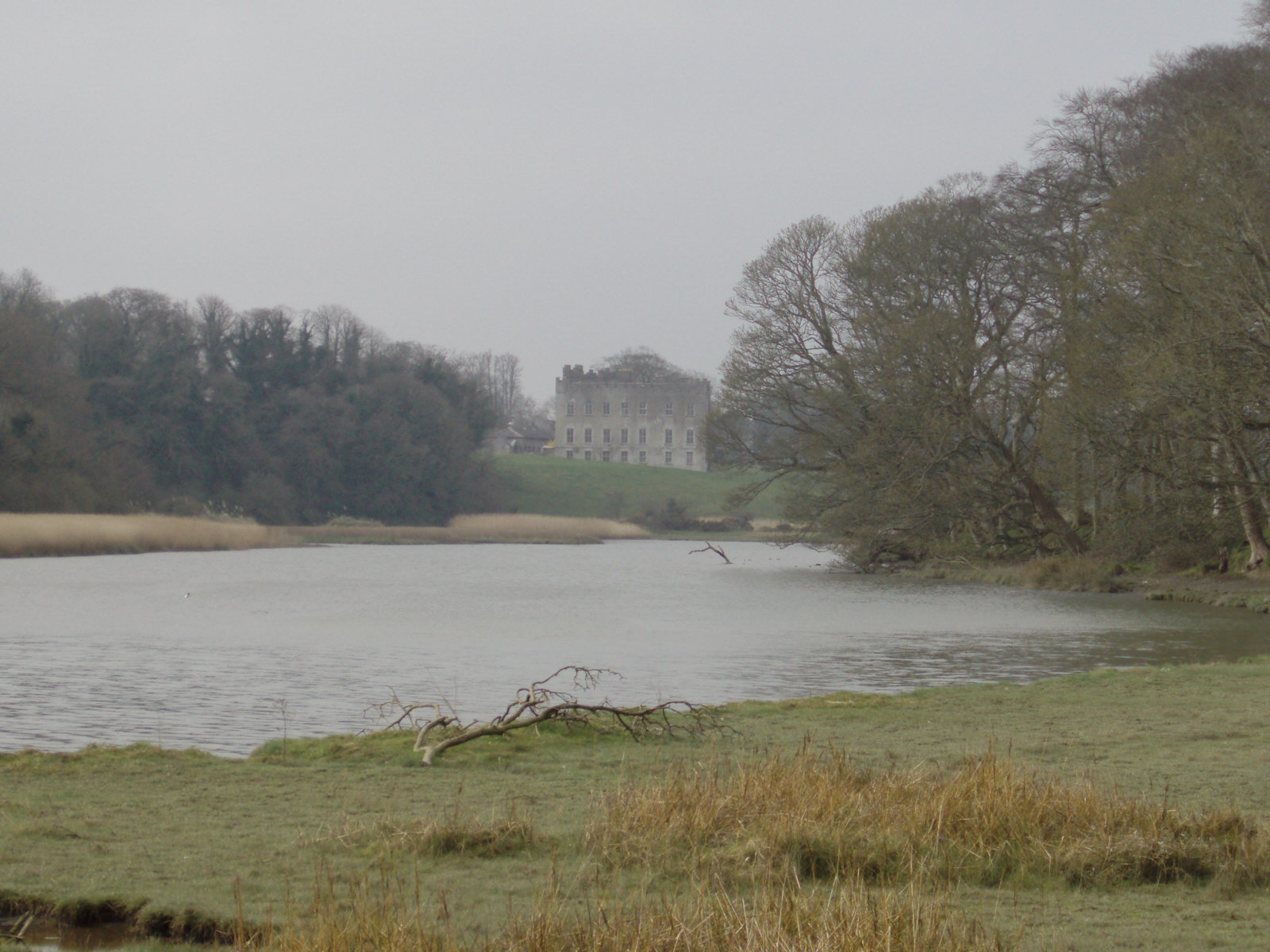
Местный замок

Джулианстаун (англ. Julianstown; ирл. Baile Iúiliáin/Cros Bán) — деревня в Ирландии, находится в графстве Мит (провинция Ленстер).

## Демография
Население — 615 человек (по переписи 2006 года).
Данные переписи 2006 года:
| Общие демографические показатели |               |                               |                               |      |      |
| Всё население                    | Всё население | Изменения населения 2002—2006 | Изменения населения 2002—2006 | 2006 | 2006 |
| 2002                             | 2006          | чел.                          | %                             | муж. | жен. |
| 422                              | 615           | 193                           | 45,7                          | 309  | 306  |

## История
В 1641 году состоялась битва при Джулианстауне. Она была частью ирландского восстания 1641 года, которое стало частью английской революции 17-го века.